# Російське товариство політологів
Российское общество политологов («Росі́йське товари́ство політо́логів», загальноросійська громадська організація; РОП) — неурядова організація, що об'єднує спільноту політологів Росії і Світу в галузі політології.
Організація декларує своєю головною метою інтеграцію російської спільноти політологів, зміцнення зв'язків між наукою, освітою і політичною практикою. Одне з пріоритетних завдань — просування російських наукових шкіл у галузі політичної науки в міжнародному академічному співтоваристві. Членами РОП є понад 650 політологів. Російське товариство політологів позиціонує себе як спільнота професійних вчених, які також є публічними експертами з поточних політичних подій і процесів. На думку дослідників російської політології А. Ю. Сунгурова і М. Е. Карягіна, в РОП інституційно оформилася «почвенническая» частина політологічного співтовариства.

## Історія
Як пишуть дослідники А. Ю. Сунгуров і М. Е. Карягін, процес створення «Російського суспільства політологів» ініціювали декани факультетів політології МДУ і СпбДУ. Нове професійне співтовариство планувалося як «парасолькова організація», яка повинна була подолати сегментування вітчизняної політології, інтегрувати всіх російських політичних вчених і їх «невеликі асоціації, як РАПН і інші».
Установчий з'їзд організації відбувся в Московському державному університеті ім. М. В. Ломоносова 25 листопада 2013 року. В установчому з'їзді взяли участь представники понад 50 регіонів. На з'їзді були сформовані керівні органи організації, обрані члени ради і президії, а так само був прийнятий статут. Почесним президентом Російського суспільства політологів був обраний колишній Голова Уряду Росії, академік РАН Євген Максимович Примаков.

## Склад членського корпусу
За оцінкою А. Ю. Сунгурова і М. Е. Карягіна, серед політологів-членів РОП переважають викладачі вишів. Цей сегмент академічного співтовариства (т. зв. «Іст-сайд», на відміну від «Вест-сайда») більшою мірою орієнтований на студентів, має відношення до державного фінансування; дослідники воліють публікації у вітчизняних журналах і надають не менше значення російським науковим напрацюванням, ніж закордонним.

## Ініціативи та діяльність організації
3 липня 2014 року в рамках з'їзду Загальноросійської громадської організації «Російське товариство політологів» (РОП) було створено Молодіжне відділення Російського товариства політологів (МолРОП). З'їзд РОП був присвячений темі «Національні інтереси Росії: глобальні пріоритети, політичні стратегії та перспективи». МолРОП утворився шляхом створення регіональних представництв в суб'єктах Російської Федерації. Одними з перших були створені представництва в Москві, Санкт-Петербурзі, Волгоградській, Астраханській, Саратовській і Тамбовській областях, Республіці Башкортостан, Красноярському і Краснодарському краях. До кінця 2015 року корпорація молодіжного відділення РОП налічує 35 регіональних представництв і близько 500 членів.
У Казані в кінці 2016 року відбувся II з'їзд Російського суспільства політологів на теми: «Російська політика: порядок денний у мінливому світі». У роботі з'їзду взяли участь близько 400 російських політологів, а також кілька десятків гостей з 25 країн світу. В цілому робота з'їзду відобразила загальні цілі влади на місцях і Російського товариства політологів.
Станом на 2016 рік в РОП було створено 60 регіональних відділень. 
10-12 вересня 2018 року на Факультеті політології МДУ їм. М. В. Ломоносова відбувся III з'їзд Російського товариства політологів.

## Керівництво
Співголови Російського суспільства політологів:
- Шутов Андрій Юрійович, декан факультету політології Московського державного університету імені М. Ст. Ломоносова, член Президії РОП.
- Якунін Володимир Іванович, завідувач кафедри державної політики факультету політології Московського державного університету імені М. В. Ломоносова, член Президії РОП.
- Еремев Станіслав Германович, ректор Ленінградського державного університету імені О. С. Пушкіна, член Президії РОП.

Виконавчий директор Російського суспільства політологів:
- Кузнєцов, Ігор Іванович, доктор політичних наук, професор кафедри історії та теорії політики факультету політології Московського державного університету імені М. В. Ломоносова[12].

## Критика
Дослідники А. Ю. Сунгуров і М. Е. Карягін призводять фрагменти з інтерв'ю трьох професорів-політологів, членів РАПН, а також регіонального керівника РОП. У них були висловлені критичні думки про менш відкритих, ніж у РАПН, методи роботи; про пропаганду як основної задачі РОП; про виникнення РОП внаслідок «певного сюжету в системі державного управління»; про РОП як про штучному проекті, в якому можливі конфлікти в силу наявності в ньому і ідеологів, науковців. Сунгуров і Карягін, розглядаючи РОП в контексті становлення російського політологічного співтовариства, яке, на їх думку, в цілому вже сформувалося, укладають, що створення РОП свідчить про його «розвитку і диференціації». Дослідники роблять висновок, що в РОП інституційно оформилася «почвенническая» частина академічної спільноти, яка більшою мірою орієнтується на «обслуговування завдань держави».